# Travis Wilkerson
Travis Wilkerson (Denver, 1969) es un director de cine independiente, guionista, productor y artista de performance estadounidense.

## Biografía
Nacido en el seno de una conservadora familia del sur de Estados Unidos, desde joven se convirtió en un activista por los derechos civiles y en un artista comprometido contra el racismo. Un encuentro casual en La Habana con el legendario cineasta cubano, Santiago Álvarez, cambiaría el curso de la vida de Travis Wilkerson. Involucrado ahora en la tradición del llamado Tercer Cine, las películas de Wilkerson son profundamente políticas. En 2015, la revista Sight & Sound llamó al autor «la conciencia política del cine americano». Sus películas han sido proyectadas en salas y festivales internacionales, incluyendo el Festival de cine Sundance, el de Toronto, Locarno, Róterdam, Viena, Yamagata, el FID de Marsella, el Festival Internacional de Cine UNAM y el Museo del Louvre.
Su pieza más conocida, An Injury to one, es un ensayo sobre el linchamiento de Wobbly Frank Little que sería considerada la mejor película vanguardista de la década por Film Comment. Su película de ficción Machine Gun or Typewriter? fue estrenada en Locarno en 2015 y premiada como Mejor película internacional en el DokuFest (Kosovo). Desde entonces ha sido proyectada internacionalmente y reconocida como «mejor película del año» en numerosas listas, incluyendo La Furia Umana y DesistFilm. Entre sus performances se encuentra Did You Wonder Who Fired The Gun? (2017), un documental en el que descubre como su bisabuelo asesinó impunemente a un hombre negro.
Sus escritos sobre cine han aparecido en Cineaste, Kino! y Senses of Cinema. Ha impartido clases sobre cine en la Universidad de Colorado y Dirección de cine en CalArts, y ha sido profesor visitante de cine en el Vassar College. Es también editor fundador de Now: A Journal of Urgent Praxis.